# A25 (Kasachstan)
Die A25 ist eine wichtige Straße in Kasachstan. Die Straße ist eine Nord-Süd-Route im Nordwesten des Landes, von Aqtöbe über Ashchelisay bis an die Grenze von Russland.

## Straßenbeschreibung
Die A25 führt von der Stadt Aqtöbe über Ashchelisay bis an die Grenze von Russland und verbindet damit die Stadt Aqtöbe mit dem russischen Orsk, welches gleich hinter der Grenze liegt. Aqtöbe ist eines der beiden großen Zentren im Westen Kasachstans und ein Kreuzungspunkt folgender wichtigster Straßen ,  und . Die A25 verläuft in nordöstlicher Richtung durch die Steppe. Die Grenze zu Russland ist leicht hügelig.

## Geschichte
Die A25 wurde im Jahr 2011 umnummeriert und ersetzt die R87. Diese verlief ursprünglich von Aktobe nach Orsk. Seit 1991 ist der größte Teil der Strecke in Kasachstan.

## Großstädte an der Autobahn
- Aqtöbe
- Ashchelisay